# Sam Riley (acteur)
Sam Riley (Menston, 8 januari 1980) is een Engels acteur. Hij werd in 2008 genomineerd voor de BAFTA Award voor grootste rijzende ster. Meer dan vijf andere prijzen werden hem daadwerkelijk toegekend, waaronder zowel een British Independent Film Award als een Empire Award voor zijn hoofdrol als Ian Curtis in de biografische dramafilm Control (2007). Riley maakte zijn acteerdebuut in 2002, toen hij verscheen in de televisiefilms Tough Love en Lenny Blue.

## Filmografie
- Firebrand (2023)
- Maleficent: Mistress of Evil (2019)
- Radioactive (2019)
- Sometimes Always Never (2018)
- Happy New Year, Colin Burstead (2018)
- Robbi, Tobbi und das Fliewatüüt (2016)
- Free Fire (2016)
- Pride and Prejudice and Zombies (2016)
- Suite Française (2014)
- Maleficent (2014)
- Das finstere Tal (2014)
- Byzantium (2012)
- On the Road (2012)
- Rubbeldiekatz (2011)
- Brighton Rock (2010)
- 13 (2010)
- Franklyn (2008)
- Control (2007)
- Sound (2007, televisiefilm)
- Lenny Blue (2002, televisiefilm)
- Tough Love (2002, televisiefilm)

## Privé
Riley trouwde in 2009 met actrice Alexandra Maria Lara, met wie hij samenspeelde in Control. In 2011 verschenen ze opnieuw samen in de filmkomedie Rubbeldiekatz, waarin hij een klein rolletje heeft. Ze kregen in 2014 samen hun eerste kind, een zoon.
- Bibsys: 8032451
- Biblioteca Nacional de España: XX4864668
- Bibliothèque nationale de France: cb16206250w (data)
- Gemeinsame Normdatei: 1062366638
- International Standard Name Identifier: 0000 0001 1475 2535
- Library of Congress Control Number: n2008017017
- MusicBrainz: 0691ea99-6405-42be-9899-eb846fc28de5
- Nationale Bibliotheek van Tsjechië: xx0098711
- Nederlandse Thesaurus van Auteursnamen: 308195787
- Système universitaire de documentation: 130699993
- Virtual International Authority File: 75783765
- WorldCat: E39PBJjxrgCd6VQdfVJPkJXjmd